# Lista locurilor din Oradea
Aceasta este o listă a obiectivelor turistice din Oradea:

## Lăcașuri de cult
- Bazilica Romano-Catolică
- Biserica Baptistă Emanuel
- Biserica cu Lună
- Biserica Evanghelică
- Biserica Ordinului Capucinilor
- Biserica Ordinului Misericordian
- Biserica Ordinului Premonstratens

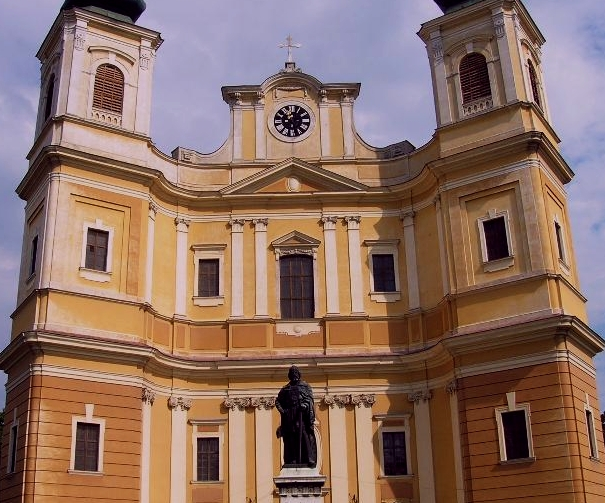
Bazilica Romano-Catolică

- Biserica Ortodoxă Sfinṭii Arhangheli Mihail și Gavril
- Biserica Reformată Orasul Nou
- Biserica Romano-Catolică „Sfântul Iosif ” din Oradea
- Biserica Romano-Catolică Olosig
- Biserica Romano-Catolică „Sfânta Treime”
- Biserica Sf. Brigita
- Catedrala Sf. Nicolae
- Biserica Sf. Ladislau
- Biserica Seminarului
- Sinagoga Neologă Zion
- Sinagoga Ortodoxă
- Mănăstirea Sfintei Cruci
- Mănăstirea Adormirea Maicii Domnului

## Clădiri istorice

Palatul Vulturul Negru

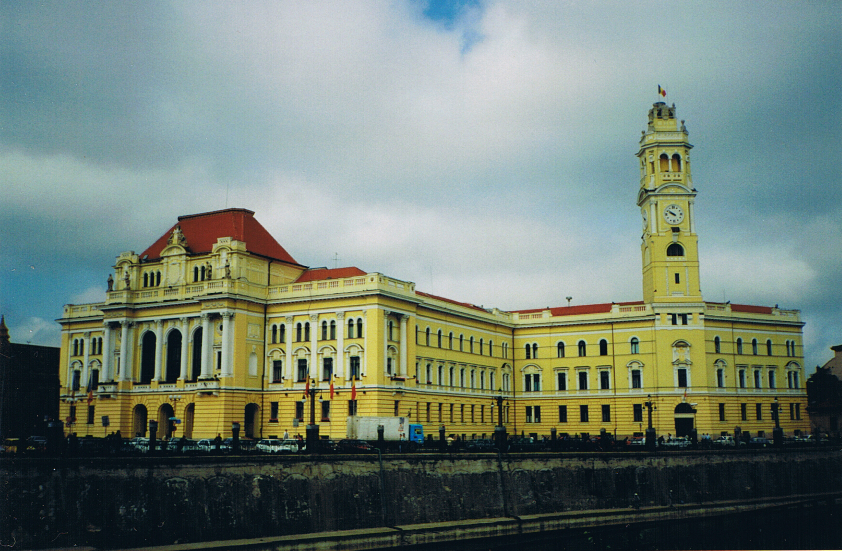
Palatul Primăriei

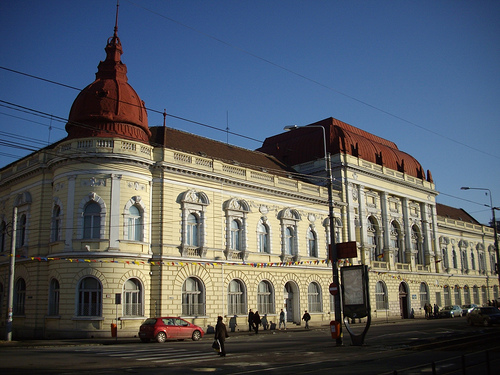
Facultatea de Medicină

- Palatul Episcopiei Romano-Catolice
- Baroul de Avocați
- Bazarul
- Casa Dr. Aurel Lazăr
- Casa de Economii a Județului Bihor
- Casa Deutsch
- Casa Fodor
- Casa Füchsl
- Casa Goldstein
- Casa Darvas-La Roche
- Casa Markovits-Mathézer
- Casa Roth
- Casa Vágó
- Cetatea Oradea
- Complexul Ursulinelor
- Gara Mare, Oradea
- Hotelul Astoria din Oradea (Cafeneaua Royal)
- Hotel Crișul Repede
- Hotelul Parc
- Hotelul Transilvania
- Muzeul Ady Endre
- Palatul Apolo
- Palatul Copiilor
- Palatul Episcopiei Greco-Catolice
- Palatul Episcopiei Ortodoxe
- Palatul Baroc
- Palatul Finanțelor (Policlinica 2)
- Palatul Moskovits
- Palatul Poinar
- Palatul Poștelor
- Palatul Rimanóczy Sr.
- Palatul Stern
- Palatul Ullman
- Palatul Vulturul Negru
- Palatul Primăriei
- Școala de Jandarmi
- Școala Reală Superioară de Stat
- Șirul Canonicilor
- Spitalul de Neuropsihiatrie
- Teatrul de Stat Oradea - Pagina oficială Arhivat în 3 mai 2009, la Wayback Machine.
- Tribunalul Oradea
- Vila Okányi-Schwartz

## Alte locuri
- Facultatea de medicină

Piaţa Centrală

- Monumentul Holocaustului din Oradea
- Piața Centrală
- Grădina Zoologică Oradea
- Stadionul Municipal, Oradea